# Slovenia International 2011
Die Slovenia International 2011 im Badminton fanden vom 11. bis zum 15. Mai in Medvode in der Sport Hall Medvode in der Ostrovrharjeva 4 statt. Das Preisgeld betrug 5000 US-Dollar und das Turnier wurde damit in das Level 4B des BWF-Wertungssystems eingeordnet. Der Referee war Ewald Cejnek aus Österreich.

## Sieger und Platzierte
| Disziplin    | Gold                                | Silber                                     | Bronze                             |
| ------------ | ----------------------------------- | ------------------------------------------ | ---------------------------------- |
| Herreneinzel | Hsu Jen-hao                         | Kevin Cordón                               | Hannes Käsbauer                    |
| Herreneinzel | Hsu Jen-hao                         | Kevin Cordón                               | Eetu Heino                         |
| Dameneinzel  | Carola Bott                         | Nanna Vainio                               | Alesia Zaitsava                    |
| Dameneinzel  | Carola Bott                         | Nanna Vainio                               | Airi Mikkelä                       |
| Herrendoppel | Łukasz Moreń Wojciech Szkudlarczyk  | Jürgen Koch Peter Zauner                   | Peter Käsbauer Josche Zurwonne     |
| Herrendoppel | Łukasz Moreń Wojciech Szkudlarczyk  | Jürgen Koch Peter Zauner                   | Krasimir Jankov Roman Zirnwald     |
| Damendoppel  | Johanna Goliszewski Carla Nelte     | Airi Mikkelä Jenny Nyström                 | Sarah Thomas Carissa Turner        |
| Damendoppel  | Johanna Goliszewski Carla Nelte     | Airi Mikkelä Jenny Nyström                 | Ieva Pope Kristīne Šefere          |
| Mixed        | Zvonimir Đurkinjak Staša Poznanović | Wojciech Szkudlarczyk Agnieszka Wojtkowska | Peter Käsbauer Johanna Goliszewski |
| Mixed        | Zvonimir Đurkinjak Staša Poznanović | Wojciech Szkudlarczyk Agnieszka Wojtkowska | Josche Zurwonne Carla Nelte        |

## Finalergebnisse
| Disziplin    | Sieger                              | Finalist                                   | Ergebnis          |
| ------------ | ----------------------------------- | ------------------------------------------ | ----------------- |
| Herreneinzel | Hsu Jen-hao                         | Kevin Cordón                               | 21:14 19:21 21:10 |
| Dameneinzel  | Carola Bott                         | Nanna Vainio                               | 21:13 21:10       |
| Herrendoppel | Łukasz Moreń Wojciech Szkudlarczyk  | Jürgen Koch Peter Zauner                   | 21:13 21:14       |
| Damendoppel  | Johanna Goliszewski Carla Nelte     | Airi Mikkelä Jenny Nyström                 | 21:14 21:18       |
| Mixed        | Zvonimir Đurkinjak Staša Poznanović | Wojciech Szkudlarczyk Agnieszka Wojtkowska | 21:15 21:11.      |